# Cheikh el-Arab
Ahmed Agouliz, surnommé Cheikh el Arab, né en 1927 à Agouliz (un douar près de Tata dans le Souss marocain) et mort le 7 août 1964 à Casablanca, est un nationaliste et ancien combattant marocain de l'Armée de libération nationale (ALN) qui a marqué l'histoire du Maroc d'après l'indépendance.

## Biographie
Le 14 mars 1964, après quatre mois de procès, il est condamné à mort par contumace, avec Mehdi Ben Barka et d'autres accusés, pour complot et tentative d'assassinat contre le roi Hassan II. D'après Moumen Diouri, également condamné à mort lors du procès, ce « complot » était inventé de toutes pièces par l'entourage d'Hassan II afin de se débarrasser de leurs plus actifs opposants.
Après une longue traque opérée par les services du général Oufkir, il est abattu le 7 août 1964 par des policiers à Casablanca. Selon la légende, il se serait suicidé devant le général Oufkir lui-même plutôt que de se livrer.